# Vetenskapsåret 1889

## Händelser

### Medicin
- Maj – Sjukhuset Johns Hopkins Hospital invigs i Baltimore, med personal som patologen William Henry Welch, kirurgen William Stewart Halsted, gynekologen Howard Atwood Kelly och invärtesmedicinaren William Osler, vilket blir ursprunget till konceptet med specialistutbildning vid utbildningen av yngre läkare.[1]
- Okänt datum – Japanen Shibasaburo Kitasato isolerar stelkrampsbakterien.

### Teknik
- 6 maj – Världsutställningen 1889 öppnar i Paris till 100-årsminnet av Franska revolutionen. Huvudattraktionen är Eiffeltornet.

## Pristagare
- Bigsbymedaljen: Jethro Teall, brittisk geolog.[2]
- Copleymedaljen: George Salmon, irländsk matematiker och präst.
- Davymedaljen: William Henry Perkin, brittisk kemist.
- Lyellmedaljen: William Boyd Dawkins, brittisk geolog, paleontolog och arkeolog.
- Murchisonmedaljen: James Geikie, brittisk geolog.
- Wollastonmedaljen: Thomas George Bonney, brittisk geolog.[3]

## Födda
- 17 januari – Ralph H. Fowler (död 1944), brittisk fysiker och astronom.
- 21 april – Paul Karrer (död 1971), schweizisk organisk kemisk, Nobelpristagare 1937.
- 18 maj – Thomas Midgley (död  1944), amerikansk kemist och uppfinnare
- 4 juni – Beno Gutenberg (död  1960), tysk seismolog.
- 18 juli – Axel Boëthius (död  1969), svensk arkeolog.
- 1 augusti – Walther Gerlach (död  1979), tysk fysiker.
- 7 augusti – Léon Brillouin (död  1969), fransk fysiker.
- 20 november – Edwin Hubble (död  1953), amerikansk astronom.[4]
- 21 december – Sewall Wright (död  1988), amerikansk genetiker.

## Avlidna
- 23 januari – Ignacy Domeyko (född 1802), polsk geolog.
- 8 mars – John Ericsson (född 1803), svensk-amerikansk ingenjör och uppfinnare.
- 16 mars – Ernst Wilhelm Leberecht Tempel (född 1821), tysk astronom.
- 20 juli – Miles Joseph Berkeley (född 1803), brittisk botaniker.
- 11 oktober – James Joule (född 1818), brittisk fysiker och bryggare.

### Fotnoter
1. ↑  ”Johns Hopkins Medicine: The Four Founding Professors”. Arkiverad från originalet den 10 mars 2015. https://web.archive.org/web/20150310220741/http://www.hopkinsmedicine.org/about/history/history5.html. Läst 10 april 2011.
2. ↑  ”Geological Society”. Arkiverad från originalet den 21 april 2009. https://web.archive.org/web/20090421141428/http://www.geolsoc.org.uk/gsl/info/collections/archives/page753.html. Läst 13 april 2011.
3. ↑  ”Geological Society”. Arkiverad från originalet den 5 juni 2011. https://web.archive.org/web/20110605102217/http://www.geolsoc.org.uk/gsl/society/history/page750.html. Läst 13 april 2011.
4. ↑  Så funkar universum, James Muirden